# 黒田藩プレス
黒田藩プレス（くろだはんプレス）は、日本の出版社。本部は熊本県球磨郡湯前町にある。アジア関連の書物を専門とする総合出版社である。
日本在住の北米人3人が2002年に設立した。日本の作品を英訳して海外に紹介することをおこなっている。本部は福岡県にあったが2017年に熊本に移設した。
名前は黒田藩からきており、ロゴマークは黒田長政をイメージしている。